# Seirocastnia nervalis
Seirocastnia nervalis är en fjärilsart som beskrevs av Embrik Strand 1912. Seirocastnia nervalis ingår i släktet Seirocastnia och familjen nattflyn. Inga underarter finns listade i Catalogue of Life.